# مانپورا
مانپورا (به لاتین: Manpura) یک منطقهٔ مسکونی در بنگلادش است که در ناحیه بهولا واقع شده‌است. مانپورا ۳۷۳٫۱۹ کیلومتر مربع مساحت و ۶۷٬۳۰۴ نفر جمعیت دارد.